# Грефенвісбах
Грефенвісбах (нім. Grävenwiesbach) — громада в Німеччині, знаходиться в землі Гессен. Підпорядковується адміністративному округу Дармштадт. Входить до складу району Верхній Таунус.
Площа — 43,16 км2. Населення становить 5359 ос. (станом на 31 грудня 2020).